# 理查·德拉波尔
理查·德拉波尔（1480年—1525年2月24日），英格兰王位觊觎者，也是约克王朝最后的王位觊觎者。在众多亲属被处决后，他流亡，在康布雷同盟中与法国国王路易十二结盟。路易十二认为让理查取代亨利八世为英格兰国王更合自己的心意。
1514年，理查开始实施夺取王位的计划。他和12000雇佣兵在布列塔尼准备入侵英格兰，率军到圣马洛；但当他准备起锚时，正逢英格兰和法国达成和议。弗朗索瓦一世成为法国国王後，理查于1523年重建联盟，计划率约克派再次入侵英格兰夺取王位。但两年后，理查陪同弗朗索瓦一世参加帕维亚之战并战死，他的计划最终未能付诸实际。

## 家庭
理查是第二代萨福克公爵约翰·德拉波尔和约克的伊丽莎白的第七个也是最小的儿子。伊丽莎白是第三代约克公爵理查·金雀花和塞西莉·内维尔的三个成活的女儿的第二个，爱德华四世和拉特蘭伯爵埃德蒙及埃克塞特公爵夫人安妮的妹妹，约克的玛格丽特、第一代克拉伦斯公爵乔治·金雀花和理查三世的姐姐。
理查的祖父母分别是第一代萨福克公爵威廉·德拉波尔和愛麗絲·喬叟。威廉在百年战争中是英格兰重要的军人和指挥官，还担任过英格兰的宫务大臣，在威廉·莎士比亚的剧作亨利六世的第一、二部分中都是主要角色。爱丽丝则是托馬斯·喬叟和毛德·伯格什的女儿。托马斯三度担任下院议长，任英格兰首席管家约三十年，十五次参加议会，五次任众议院议长（这一纪录直至18世纪才被打破）。托马斯又是著名作家、诗人、哲学家、廷臣、外交家乔弗雷·乔叟和菲利帕·羅特的儿子。

## 成为约克派继承人
理查的兄长林肯伯爵约翰可能曾被舅父理查三世立为王储，并得到抚恤金和对玛格丽特·博福特的土地财产的继承权。但在博斯沃思平原战役后，亨利七世继位后，林肯没有图谋王位，而是宣誓效忠。
1487年，林肯加入蘭伯特·西姆內爾的叛乱，在诺丁汉郡的斯托克戰役中被杀。理查未成年时，另一哥哥埃德蒙（1471年—1513年）继承了父亲，但因兄长被剥夺公民权，财产受损，为了收回被没收的部分土地被迫大量对亨利七世纳贡，并降公爵为伯爵。1501年，埃德蒙在蒂罗尔找到了神圣罗马帝国皇帝马克西米连一世，后者许诺一旦埃德蒙试图夺取英格兰王位，将予以物质帮助。
由于埃德蒙叛国，亨利七世逮捕了其弟威廉和四个约克派贵族。其中，詹姆斯·蒂雷爾爵士和约翰·温德汉姆爵士被处决，威廉被囚禁，而埃德蒙被宣布为不法之徒。1502年7月，亨利和马克西米连一世达成协议，马克西米连不得支持英格兰反叛者。埃德蒙落入马克西米连之子腓力手中，被腓力囚禁在那慕尔，1506年被移交亨利七世，但亨利许诺饶他不死。埃德蒙一直被囚，直至1513年理查与法国国王结盟时被亨利八世斩首。
理查在1504年离开英格兰投靠埃德蒙，由于埃德蒙欠债，他作为担保人被留在亚琛。债权人威胁要把理查也交给亨利七世，但理查在匈牙利的布达找到了一处安全的避难所，由波希米亚兼匈牙利国王乌拉斯洛二世提供有力的庇護。
亨利八世继位后发布了赦令，但将理查排除在外。当1512年路易十二对英作战时，他意识到埃德蒙觊觎英格兰王位，于是让理查指挥一支法军。1513年埃德蒙被处决后，理查自称萨福克伯爵。1514年，他得到12000日耳曼雇佣军，表面上防御布列塔尼，实则准备入侵英格兰。理查率军到圣马洛，但英法议和阻止了他的入侵行动。他被要求离开法国，于是他在洛林的梅斯定居，在圣辛佛里昂附近的拉·奥特·皮埃尔建立宫殿。
在梅斯期间，理查曾被为亨利八世做间谍的日耳曼-尼德兰作曲家皮埃爾·阿拉米爾拜访。但理查将阿拉米尔招为己用。大主教托马斯·沃尔西和亨利怀疑阿拉米尔不再可靠，阿拉米尔再未重返英格兰。
理查和弗朗索瓦一世多次会见，终于在1523年获准与苏格兰摄政第二代奧爾巴尼公爵約翰·斯圖亞特合作入侵英格兰，但一直没有付诸实际。
在帕维亚之战中，理查陪同弗朗索瓦作战，于1525年2月24日被杀，并被安葬在圣伯多禄金顶圣殿。在一幅保存在牛津的阿什莫林博物館的描绘战役的图中，他毫无生气的尸体被展现在战斗最激烈的部分，伴有题词“萨福克公爵，被称为白玫瑰”。

## 子女
理查的结婚记录无载，但已知和一不知名的情妇生有一女。该情妇可能是西西里的玛丽。
- 玛格丽特·德拉波尔，是纳瓦拉王后昂古莱姆的玛格丽特的荣誉侍女。1539年5月21日，玛格丽特·德拉波尔在王后及其亲戚薩盧佐侯爵加布里埃爾（英语：Gian Gabriele I of Saluzzo）见证下签署婚约嫁给布瑞纽领主西博·德蒂沃利。德蒂沃利是奥地利王后埃莉诺一位平常的骑士。1547年，德蒂沃利还在世，但在1568年之前去世。

玛格丽特和丈夫有三子五女：
- 维瓦莱的布瑞妞领主让。
- 皮埃尔，成为圣德尼的神父和教士。
- 克洛德，也成为埃夫里的神父和教士。
- 卡特琳，吉尔伯特·德库仑的妻子。
- 埃莉诺，罗克领主让·德塞孔达·德孟德斯鸠的妻子。政治哲学家拉布雷德与孟德斯鸠男爵夏尔·路易·德·塞孔达是她的后裔之一。
- 玛格丽特，蒙费里耶领主克洛德·道热瓦的妻子。
- 路易丝，让·德蒙特谢尼的妻子。
- 塞巴斯蒂安娜，安德烈·贝伦热·杜瓜的妻子。

玛格丽特·德拉波尔的遗书署名1599年。

## 扩展阅读
- Letters and Papers Illustrative of the Reigns of Richard III. and Henry VII., edited by J. Gairdner (2 vols., Rolls Series, 24, 1861)
- Calendar of Letters and Papers, Foreign and Domestic, of the Reign of Henry VIII.; and Sir William Dugdale, The Baronage of England (London, 1675)

## 资料
- 本条目包含来自公有领域出版物的文本: Chisholm, Hugh (编). .  21 (第11版). London: Cambridge University Press: 976. 1911.
- Cunningham, Sean. .  線上版. 牛津大學出版社. doi:10.1093/ref:odnb/22458. 需要订阅或英国公共图书馆会员资格

| 王位覬覦者               | 王位覬覦者                                                                                    | 王位覬覦者       |
| ------------------------ | --------------------------------------------------------------------------------------------- | ---------------- |
| 前任者： 埃德蒙·德拉波尔 | — 名义上的 — 英格兰国王 爱尔兰领主 约克王朝觊觎者 1513–1525 继位失败原因： 王朝被都铎王朝废除 | 约克王朝宣称消亡 |